# Medaille für treue Dienste im Gesundheits- und Sozialwesen

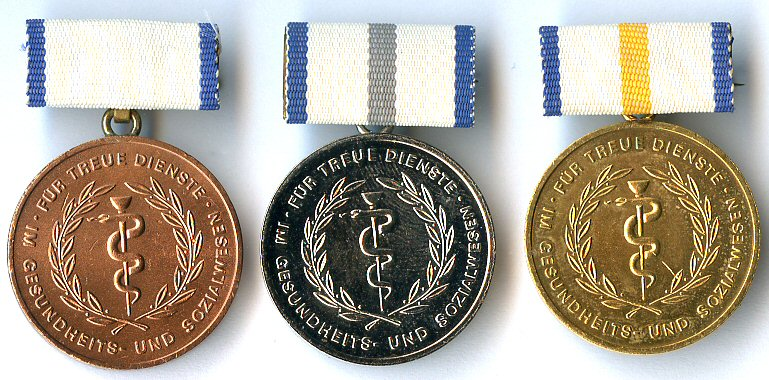

Die Medaille für treue Dienste im Gesundheits- und Sozialwesen war eine staatliche Auszeichnung der Deutschen Demokratischen Republik (DDR), die in Form einer tragbaren Medaille verliehen wurde.

## Geschichte
Die Medaille wurde am 15. November 1973 in drei Stufen (Bronze, Silber, Gold) gestiftet und erstmals am Tag des Gesundheitswesens der DDR am 11. Dezember desselben Jahres 230.000 Mal verliehen. Die Verleihung erfolgte nach einer bestimmten Anzahl von Dienstjahren:
- für 30-jährige Dienstzeit in Gold,
- für 20-jährige Dienstzeit in Silber und
- für 10-jährige Dienstzeit in Bronze.

Ihre Verleihung erfolgte an alle Mitarbeiter des Gesundheits- und Sozialwesens der DDR für ihre ständige Einsatzbereitschaft sowie ihre Leistungen im Dienste der Gesundheit und des Lebens der DDR-Bürger – ferner auch für Branchenveteranen, wenn sie vor dem Ausscheiden aus dem Arbeitsleben die Verleihungsbedingungen erfüllt hatten.

## Aussehen und Tragweise
Die bronzene, versilberte oder vergoldete Medaille mit einem Durchmesser von 30 mm zeigt auf ihrem Avers mittig einen erhaben geprägten Äskulapstab, der von zwei unten gekreuzten nach oben hin gebogenen offenen Lorbeerzweigen umschlossen wird. Die daran folgende Umschrift lautet FÜR TREUE VERDIENSTE (oben) und
IM GESUNDHEITS- UND SOZIALWESEN
```
(unten). Das 
Revers
 der Medaille zeigt dagegen mittig das kleine Staatswappen der DDR, das von der Umschrift 
DEUTSCHE DEMOKRATISCHE
 (oben) und 
REPUBLIK
 umschlossen wird. Diese Umschrift ist ebenfalls von unten gekreuzten nach oben hin gebogenen offenen Lorbeerzweigen umschlossen, die sich oben hin jedoch nicht berühren. Getragen wurde die Medaille an einer 25 × 11,5 mm großen weiß bezogenen Spange, dessen Saum jeweils beidseitig ein blauer senkrechter Streifen von 2 mm Breite bildet. Die Unterscheidung der verliehenen Stufe zeigte sich ebenfalls auf dem Ordensband, so war die Goldstufe für 30-jährige Dienstzeit mit einem 4 mm breiten goldenen senkrecht eingewebten Mittelstreifen versehen, die der Silberstufe mit einem entsprechenden Silberstreifen gleicher Breite und die Bronzestufe hatte gar keinen. Im Übrigen entsprach das Ordensband der Interimsspange.
[
1
]
```